# Capilla de la Presentación (Catedral de Burgos)
La Capilla de la Presentación, cuya advocación completa es de la Presentación y la Consolación, también conocida como Capilla de San José, es un espacio actualmente sin culto integrado en la Catedral de Burgos (Burgos, Castilla y León, España). Fue construida a principios del siglo XVI en estilo tardogótico por la familia Lerma Polanco. Con su planta centralizada, su disposición de sepulcros renacentistas y su bóveda estrellada, evoca la Capilla del Condestable, en la misma Catedral.

## Historia
La capilla fue mandada construir por el canónigo Gonzalo Díaz de Lerma Polanco como una ampliación de los tramos tercero y cuarto de la nave meridional o de la Epístola, ocupando el espacio del primitivo claustro catedralicio. El arquitecto Juan de Matienzo dibujó los planos y en 1519 inició los trabajos, que quedaron completados en 1524. Matienzo se inspiró en la obra de Simón de Colonia en la Capilla del Condestable para diseñar la planta y la cubierta de esta Capilla de la Presentación.

## Descripción
Matienzo creó un amplio espacio de planta cuadrada cubierto con una airosa linterna octogonal coronada con una bóveda estrellada de centro calado; sus ocho puntas, dibujadas por tres nervaduras cada una, apean sobre los vértices del octógono. Las cuatro grandes trompas que sostienen esta cubierta arrancan de unas veneras que cobijan los relieves de los Evangelistas. Una artística reja de hierro forjada por Cristóbal de Andino en torno a 1525 separa la capilla de la nave.

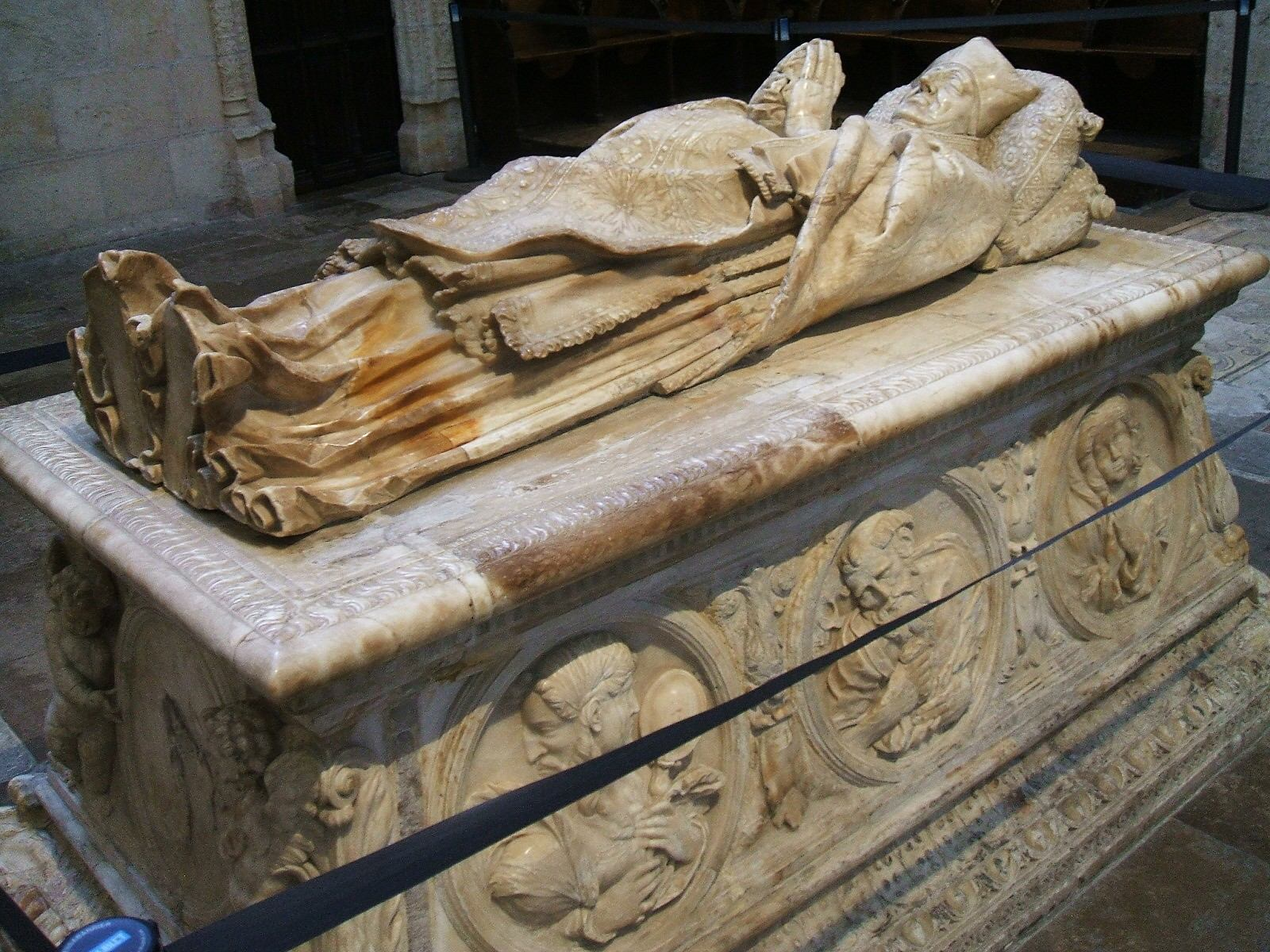
Sepulcro renacentista del canónigo Gonzalo Díaz de Lerma.

Ya en el suelo, preside el espacio el sepulcro exento del fundador, el canónigo Díaz de Lerma. Fue labrado en alabastro blanco por el escultor Felipe Bigarny en 1524 y 1525. Presenta una cama funeraria en cuyas paredes están esculpidos, dentro de medallones, San Francisco, San Jerónimo y cuatro Virtudes. El bulto yacente del canónigo refleja mejor la calidad técnica del autor, y concretamente el rostro, muy expresivo y realista, donde se aprecian influencias del estilo de Diego de Siloé. En los lienzos perimetrales se abren en arcosolio otros cinco artísticos sepulcros de estilos gótico-renacentista y renacentista plateresco correspondientes a deudos del eclesiástico, que presentan profusa decoración a base de relieves historiados. La traza tardogótica se aprecia en un sepulcro episcopal, con bulto orante en arcosolio con trasdós trilobulado y conopial. Adosado al pilar del templo se halla el sepulcro del protonotario y canónigo Jacobo Bilbao. Otros dos monumentos funerarios contienen un Cristo yacente tallado en madera y una talla de la Virgen con el Niño.
El retablo mayor es de estilo neoclásico. Su mazonería, toda ella dorada, consiste en un único gran cuerpo rectangular delimitado por columnas gigantes de orden corintio en las que apean un entablamiento y un frontón triangular sobre el que se encarama una representación del Espíritu Santo. El interés de este retablo radica en la obra pictórica que lo preside, la Sagrada Familia del veneciano Sebastiano del Piombo. Ejecutado hacia 1520, este óleo sobre tabla fue traído de Roma por Gonzalo de Lerma. El lienzo es uno de los más importantes de su autor y está considerado la obra pictórica más valiosa de la Catedral. Bajo el mismo, colocada en una hornacina-tabernáculo, se muestra un San José con el Niño, talla barroca de mediados del siglo XVIII debida a Juan Pascual de Mena
El canónigo Gonzalo Díaz de Lerma Polanco Instituyó patronos de la capilla a su sobrino Alonso Díaz de Lerma, hijo de su hermana Leonor de Lerma Polanco y a su sobrino el mercader Juan de Lerma Polanco, vecino de Burgos, hijo de su hermano Alonso de Lerma Polanco

## Galería

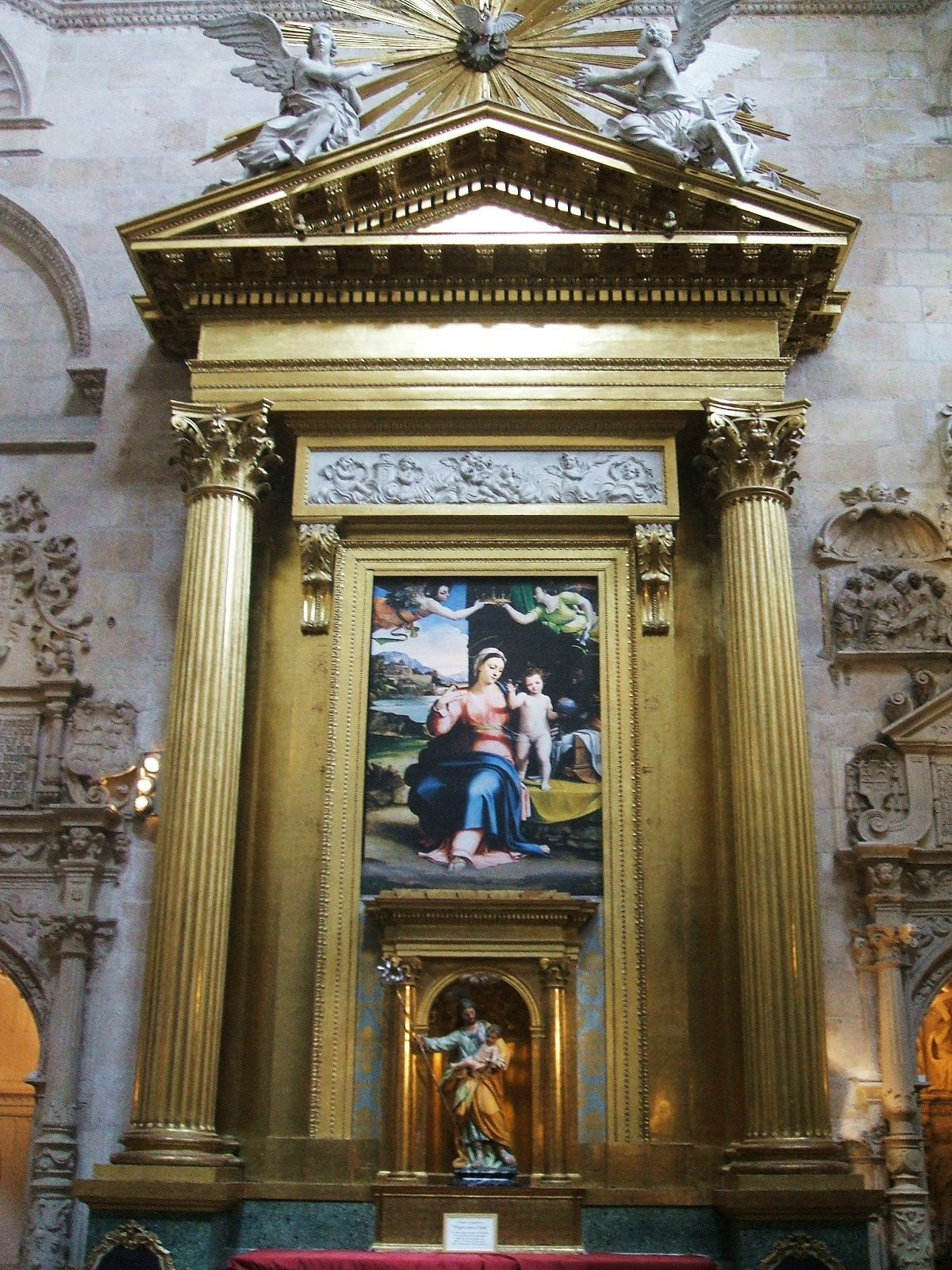
Retablo neoclásico con el cuadro de Sebastiano del Piombo
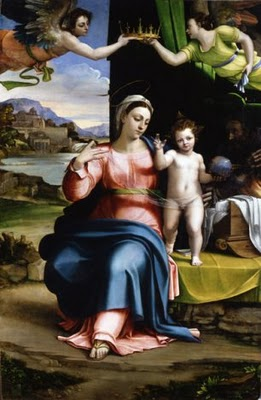
Sagrada Familia de Sebastiano Del Piombo
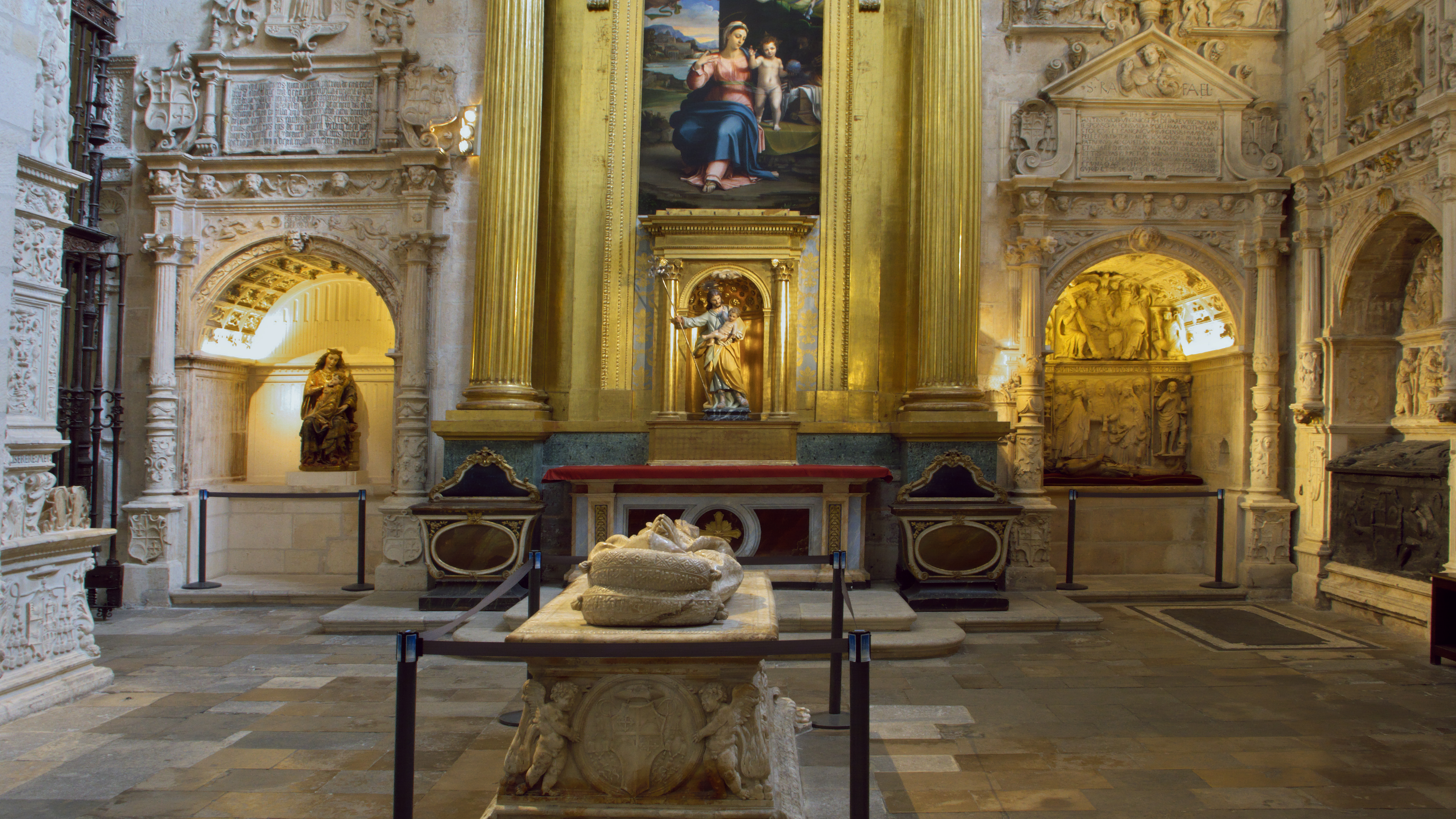
Capilla de la Presentación de los Lerma Polanco
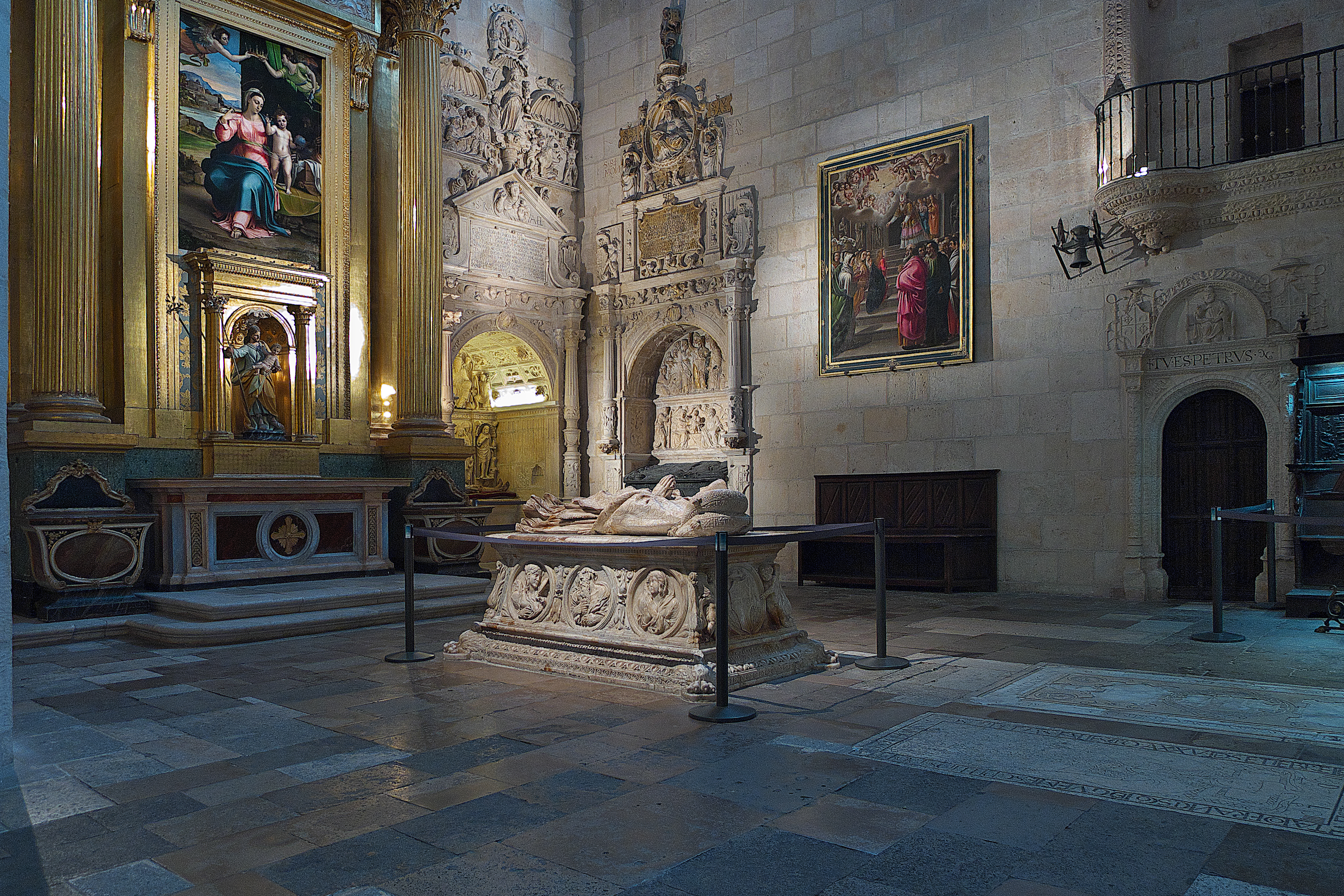
Capilla de la Presentación de los Lerma Polanco
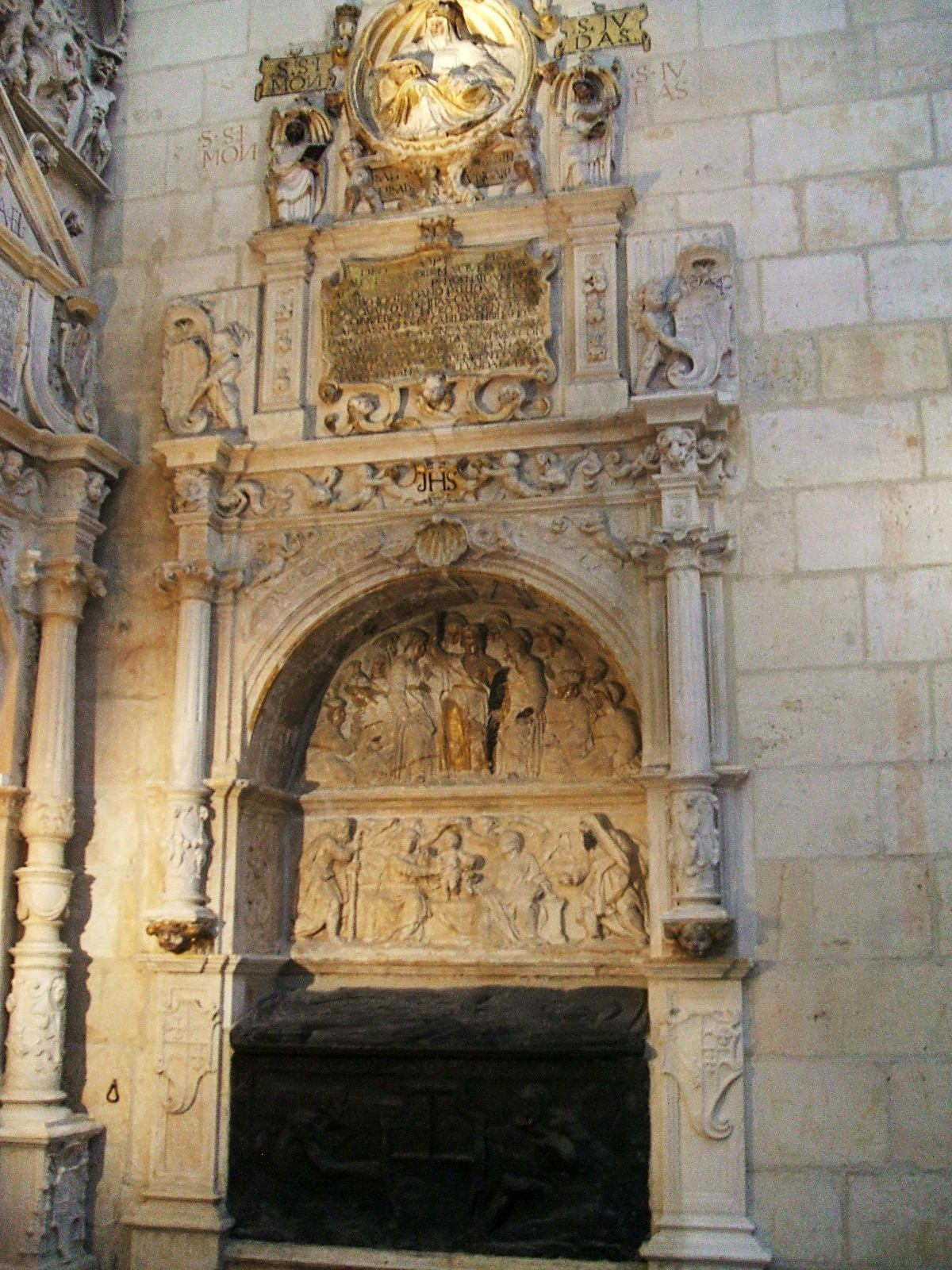
Sepulcro de Alonso de Lerma Polanco
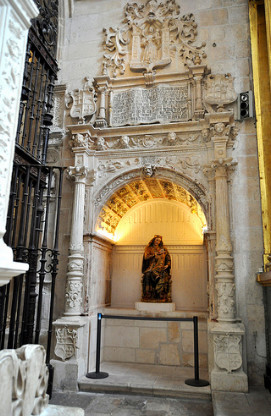
Sepulcro de Juan de Lerma Polanco
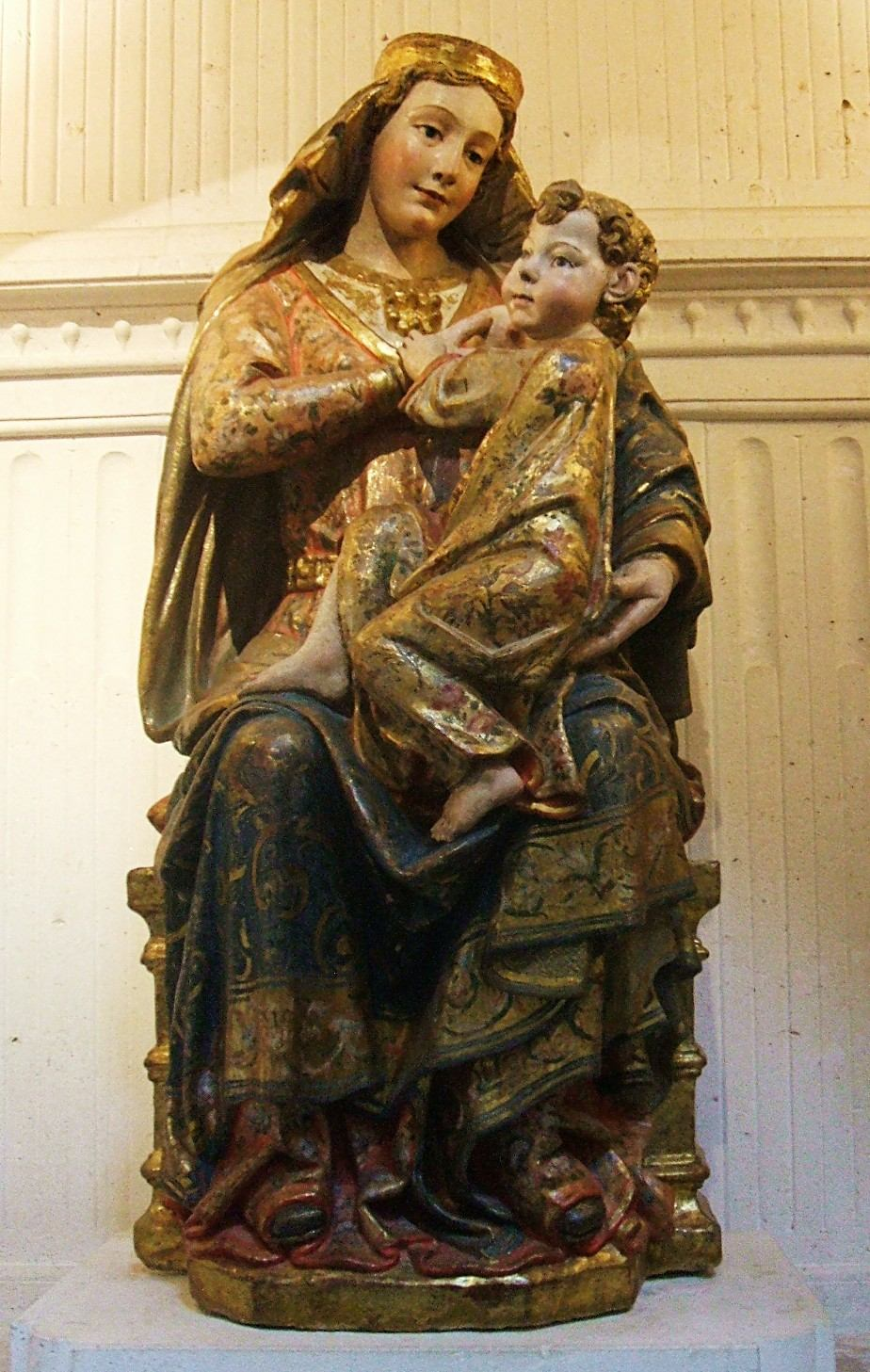
Virgen con el Niño